# Barbara Nola
Barbara Nola (Zagreb, 1968.) hrvatska je kazališna, televizijska i filmska glumica. Suprug joj je bio redatelj Lukas Nola.

## Filmografija

### Televizijske uloge
- "Žutokljunac" kao Biba (2005.)
- "Naša mala klinika" kao Zdenka (2005.)
- "Odmori se, zaslužio si" kao Štefica (2007.)
- "Cimmer fraj" kao profesorica Mišić (2007.)
- "Operacija Kajman" kao Ninina sestra (2007.)
- "Ne daj se, Nina" kao Vesna Rihter (2008.)
- "Bibin svijet" kao Lamija (2009.)
- "Sve će biti dobro" kao Aleksandra Kirin (2008. – 2009.)
- "Dolina sunca" kao Sofija Sever (2009. – 2010.)
- "Tajni dnevnik patke Matilde" kao patkica Olgica (2010. – 2014.)
- "Pod sretnom zvijezdom" kao Božena Fijan (2011.)
- "Larin izbor" kao Nena (2011. – 2013.)
- "Počivali u miru" kao Silvija (2013.)
- "Vatre ivanjske" kao Marija Turina (2014. – 2015.)
- "Čuvar dvorca" kao Bišćanova tajnica (2017.)
- "Na granici" kao Gordana Štiglić (2018.)
- "Dar mar" kao Spomenka Babić (2020.)
- "Metropolitanci" kao Alma Cukor Toplak (2022.)
- "Gora" kao Katarina Marković (2023.)
- "U dobru i zlu" kao članica komisije (2024.)

### Filmske uloge
- "Rani snijeg u Münchenu" kao Eilfrede (1984.)
- "Mirta uči statistiku" (1991.)
- "Hrvatske katedrale" (1991.)
- "Mor" (1992.)
- "Dok nitko ne gleda" (1992.)
- "Između Zaglula i Zaharijusa" (1994.)
- "Puška za uspavljivanje" kao ekspert za palme (1997.)
- "Rusko meso" kao Ida Palamar (1997.)
- "Tri muškarca Melite Žganjer" kao garderobijerka (1998.)
- "Nebo, sateliti" kao Lucija (2001.)
- "Sami" (2001.)
- "Potonulo groblje" kao Marilyn (2002.)
- "Rastanak" (2004.)
- "Pušća Bistra" kao Folnegovićka (2005.)
- "Ne pitaj kako!" kao Zorica (2006.)
- "Libertas" kao Kata (2006.)
- "Pravo čudo" kao Ana (2007.)
- "Lea i Darija" kao gospođa u publici (2011.)
- "Svi uvjeti za priču"  (2012.)
- "Hitac" kao Petrina mama (2013.)

## Sinkronizacija
- "Coco i velika tajna" kao Frida Kahlo (2017.)

## Vanjske poveznice
- Barbara Nola u internetskoj bazi filmova IMDb-u (engl.)